# سانتا روزا د کوپن
سانتا روزا د کوپن (به اسپانیایی: Santa Rosa de Copán) یک شهر در هندوراس است که در استان کوپان واقع شده‌است. سانتا روزا د کوپن ۴۲٬۸۰۳ نفر جمعیت دارد.